# 58534 Logos
58534 Logos este o planetă minoră (Cubewano), cu un diametru de 77 km, din Obiect transneptunian. A fost descoperită pe 4 februarie 1997 la Mauna Kea Observatories⁠(d) de Mauna Kea Observatories⁠(d) și a fost numită după Logos. 
Obiectul prezintă o orbită caracterizată de o semiaxă mare de 45,018856419105 de UAi, o excentricitate de 0,116836, o înclinație de 2,9015 ° în raport cu ecliptica.